# 入江泰吉
入江 泰吉（いりえ たいきち、1905年（明治38年）11月5日 - 1992年（平成4年）1月16日）は、日本の写真家。奈良県出身。主に大和路の風景、仏像、行事などの写真を撮り、高い評価を受けた。

## 経歴

### 少年時代
1905年、父・芳次郎、母・サトの七男一女の六男として奈良市にある東大寺の旧境内地である片原町に生まれる。芳次郎は奈良で呉服商を営んでいた入江家に婿養子として入ったが、店をたたみ、古美術品の鑑定で生計を立てていた。家は裕福ではなかったが、美術を愛好する気風があった。母は観音信仰をもち、入江を伴ってよく東大寺二月堂に詣でた。後に東大寺別当となる上司海雲（かみつかさかいうん）、橋本聖準（はしもとしょうじゅん）らとは、一緒に野球をするなど幼なじみであった。
1913年、奈良第二尋常小学校（現・奈良市立飛鳥小学校）入学。1921年、奈良女子高等師範学校附属小学校（現・奈良女子大学附属小学校）高等科を卒業。図画工作が得意であった。
長兄の影響で画家を志し、日本画家・土田麦僊に弟子入りする手はずが整っていたが、東京美術学校の学生だった次兄に画家で成功するための厳しさを説かれて断念した。それからしばらくして、長兄から「ベスト・コダック・カメラ」（「ヴェスト・ポケット・コダック」のことと考えられる）を譲ってもらい、当時まだ新興芸術であった写真に目覚める。

### 修行時代
1925年、入江が20歳のとき、大阪市の写真機器卸商・上田写真機店（店主は上田貞治郎）に就職。写真技術を身につけるとともに、店の主催するアマチュア写真愛好家のグループの世話役となり、自らも作品を出品してセンスの磨きをかけた。風景写真を志す。
1931年、26歳で独立し、大阪・心斎橋近くに写真機材店「光芸社」を設立。南海鉄道、関西汽船などの広告写真、大阪営林局の記録写真として黒部渓谷の写真なども手がける。また、記録映画の撮影や、劇映画『洋上の爆撃隊』、漫画映画の製作も経験したが、経済的理由で挫折。
1928年、知人の依頼で文楽人形のかしらを撮影したのを機に、その魅力に取り付かれる。4年間文楽座に通いつめ、黄金期の文楽を撮影する。人形遣い吉田文五郎とも親交を結んだ。1940年には朝日新聞社主催の「世界移動写真展」に組写真「春の文楽」を出品し、最高賞を受賞した。

### 転機
太平洋戦争末期の1945年3月13日夜、大阪大空襲で家を焼失し、奈良に戻り夫婦で下宿暮らしをする。文楽の写真は奇跡的に残り、現存している。放心状態を埋めるように亀井勝一郎の「大和古寺風物誌」を手に奈良の古寺を遍歴。
終戦を経て同年11月下旬、たまたま東大寺法華堂の四天王像が疎開先から帰還するのを目撃した。その付き添いの人や堂守の人たちの話に、戦勝国であるアメリカ合衆国が賠償として日本の古美術を持ち帰るという噂を耳にする。愕然とした入江は奈良の仏像を写真で記録することを決意する。大阪の闇市で機材を揃え、戒壇院の四天王像から撮りはじめた。噂は単なるデマであったが、放心状態から脱することができた。このとき、入江はまだ40歳であった。

### 文化人たちとの交流
翌年、たまたま東大寺に撮影に来ていた入江に幼馴染の上司海雲（当時、東大寺観音院住職）が声をかけ、久々の再会を果たした。入江は上司に志賀直哉（小説家）を紹介される。志賀は以前奈良で文化人サロン（高畑サロン）の中心となっていたが、すでに奈良を離れ、上司がサロンを引き継いでいた（観音院サロン）。上司を介して、会津八一（歌人）、小林秀雄（批評家）、亀井勝一郎（批評家）、広津和郎（小説家）、吉井勇（歌人）、棟方志功（版画家）、杉本健吉（洋画家）、須田剋太（洋画家）らの知遇を得る。6月、上司が中心となり、月一度志賀を囲んで開かれる「天平の会」が発足、入江も参加し多くの刺激を受ける。特に同じ大和路をモチーフとする杉本とは、終生のライバルとなり友となった。

### モノクロからカラーへ
1946年ごろから東大寺修二会（「お水取り」）を毎年取材するようになり、以後、30年以上撮り続けた。
こうして戦後は「大和路」の風景や仏像などの写真を撮り続けた。入江ははじめモノクロ写真にこだわり、はじめてカラー写真を撮ったのは1957年で、カラー写真が主体と成ったのは1963年ごろからである。入江はカラー写真が「絵のように美しい」、つまり絵画への追従になることを恐れた。果たして、撮ってみるときれいなだけで情感のない写真になった。入江は色を殺す方法を探求し、陰影の美を求めて10年模索した。
1960年、浪速短期大学教授に就任。ここでの教え子たちが後に奈良市水門町にあった入江邸に集い、「水門会」というグループを形成した。
1976年、写真集『古色大和路』『万葉大和路』『花大和』の三部作で菊池寛賞を受賞した。古都奈良の社寺と自然美を見事な写真芸術に仕上げた色彩美がその理由とされた。
1992年1月16日に死去した。

### 没後
- 1992年4月、入江泰吉記念奈良市写真美術館開館。入江のすべての作品（約8万点）が所蔵されている。
- 2009年9月1日、平城遷都1300年記念・入江泰吉賞が設けられる。主催は奈良市、入江泰吉記念奈良市写真美術館、日本経済新聞社[3]。
- 2015年3月、入江泰吉旧居開館。

## 使用カメラ
- ライカ3F
- ライカM3
- 6×6版ローライコード
- 6×6版ローライフレックス
- 6×9版リンホフなど

圧縮効果の強い望遠レンズや、歪みの出る広角レンズは好まなかった。
手持ちでスナップ写真を撮ることも多かったが、風景写真や仏像を撮る時には三脚を使用していた。

## エピソード
- 終戦後、入江は仏像を撮り始めた頃、秋篠寺の技芸天像を撮影に行くと住職が竹竿の先に蝋燭をさし、照明を手伝ってくれた。蝋燭のあかりが動くにつれ、技芸天の表情は微笑を浮かべたり、憂い顔になったりと微妙に変化した。入江は信仰はなかったがこれによって仏像に畏敬の念を抱き、それ以来、仏像を撮影するときは技巧を凝らさずできるだけ忠実に再現することを心がけるようになったという[1]。

- 入江の風景写真には雨、雪、霧、雲などが効果的に写し込まれることが多く、しっとりとした情感にあふれているので、親友・杉本健吉にミスター・ウエット・イリエと評された[5]。それを裏付けるように、弟子の写真家・矢野建彦も入江が特に雨や雪の日を好んで撮影していたことを証言する。ふだんは来客を大切にする入江であったが、雪が降り出すと来客がいても撮影に飛び出すことがあった。また、有名な「二上山暮色」を撮影したときには夕方になると毎日同じ場所に通い詰めた。11日目、撮影を終えかけていたとき、黒い雲が沸き始めると急に撮影を再開し、その雲が二上山の上に来たときにシャッターを切った。大津皇子の悲劇が念頭にあった入江にとって、ただの美しい夕焼けでは納得が行かなかったのだという[6]。薬師寺管長だった高田好胤はこうした入江の表現を入江節と呼んだ[7]。

- 入江は、なかなかシャッターを切らなかった。土門拳が非常に多くシャッターを切るのと対照的であったという。例えば仏像を撮る場合でも、四時間でも五時間でも納得の行くまで仏像と相対し、「よし」、と思ったとき、たった一度シャッターを押すだけで写真を撮り終わったという[8]。

- 小林の紹介で写真集「大和路」（東京創元社）の校正手伝いに白洲正子が来ていた。白洲は、椿の花が散っている写真を見て何となく落ち着かなく、不自然なものを感じた。白洲は何も言わなかったが、入江は「バレましたか」と一言いって白洲を驚かせた。それは入江がわざと散らせた椿だったという。入江は即座にその写真を差し替えた[9]。

- 入江は「お水取り」が有名な行事になる以前から毎年撮影に通いつめており、十二人目の練行衆の異名をとっていた。1951年ごろ、当時産経新聞京都支局の記者だった司馬遼太郎がお水取りの取材に来ていたとき、アマチュアカメラマンたちが練行衆に向かって一斉にフラッシュを焚いた。すると小型カメラを構えていた白髪痩身の男が急に振り向いて「あっちに行けっ！」と低く叫んだ。アマチュアカメラマンたちは、その気迫に圧されてカメラをおろしてしまった。それが、司馬の入江との初対面だった。後に入江と親しくなった司馬は、その穏やかで恥ずかしがりな人柄と、あの夜の厳しい叱咤がどうにも結びつかなかったという[10][11]。薬師寺の高田好胤もふだんの入江と、撮影に取り組む入江の違いを見て「あんたはジキルとハイドみたいな二重面相の男やなぁ」とひやかしたという[1]。

## 主な展覧会（生前）
- 1942年 「文楽人形写真展」（大阪髙島屋）初の展覧会
- 1948年 「仏像写真個人展」（東京・日本橋・三越）画家・杉本健吉と共催。
- 1949年 大阪阿倍野・近鉄百貨店で個展「大和古寺風物写真展」
- 1951年 東京日本橋三越で個展「大和古寺写真展」
- 1954年 「薬師寺月光菩薩開眼記念展」「大和古寺風物写真展」（大阪三越で）
- 1970年 個展「古色大和路写真展」（大阪阿倍野・近鉄百貨店、東京日本橋・丸善画廊）
- 1974年 個展「萬葉大和路」（東京・大阪の近鉄百貨店）
- 1977年 菊池寛賞受賞記念「入江泰吉写真展―大和路」（東京新宿・小田急百貨店、大阪上六・近鉄百貨店、長野・東急百貨店）
- 1977年 「文楽」をテーマに余技のガラス絵展
- 1977年 「第1回グループ展」（大阪梅田・フジフォトサロン）。以後毎年開催。
- 1979年 個展「大和路春秋」（東京新宿・オリンパスギャラリー）
- 1979年 個展「四季　大和路」（東京銀座・和光ホール）
- 1979年 国際交流基金主催「大和路」巡回展（西ドイツ、ハンガリー）
- 1981年 ポスター展「大和路」（全国の国鉄主要駅81ケ所同時開催）
- 1986年 書家・榊莫山と二人展「大和し美し」（大坂上六・近鉄百貨店）
- 1986年 個展「大和飛鳥展」（韓国・ソウル）
- 1987年 個展「入江泰吉ポスターと写真展」（奈良・近鉄百貨店）
- 1990年 国際交流基金主催「海外巡回展」（ブラジル・サンパウロ大学他）

## 主な写真集・著書（生前のもの）
- 1947年 写真集「文楽」（斉藤清二郎解説、誠光社）の写真担当。
- 1947年 「新薬師寺」（福岡隆聖編、全国書房）の写真担当。
- 1947年 「唐招提寺」（中村逸作著、富書店）の写真担当。
- 1952年 「図説東大寺」（共著、朝日新聞）の写真担当。
- 1953年 「写真版大和古寺風物詩」（亀井勝一郎著、東京創元社）の写真担当。
- 1953年 「民家の庭」（西村貞著、美術出版社）の写真担当。
- 1954年 「法隆寺」（近畿日本鉄道）
- 1954年 「文楽」（茶谷半次郎著、創元社）の写真担当。
- 1956年 「古寺案内　奈良」「古寺案内　大和路」（和辻哲郎監修、角川写真文庫35,36）
- 1958年 初の本格的写真集「大和路」（東京創元社）を発刊。
- 1960年 写真集「大和路 第二集」（東京創元社）
- 1963年 「国宝」（共著、毎日新聞社・全六巻）
- 1964年 写真集「仏像の表情」（人物往来社）
- 1964年 「カラー奈良百景」（山口誓子と共著。淡交新社）
- 1968年 写真集「お水取り」（三彩社）
- 1970年 「奈良六大寺大観」（岩波書店）の「薬師寺」「東大寺」の写真担当。
- 1970年 写真集「古色大和路」（保育社）
- 1972年 写真集「東大寺」（毎日新聞社）
- 1973年 写真集「唐招提寺」（毎日新聞社）
- 1974年 写真集「萬葉大和路」（保育社）
- 1974年 写真集「阿修羅」（平凡社）
- 1974年 写真集「室生寺」（平凡社）
- 1974年 「大和の祭り」（前川佐美雄と共著、朝日新聞社）
- 1976年 写真集「花大和」（保育社）
- 1977年 エッセイ集「大和路のこころ」（講談社文庫）。
- 1977年 写真集「仏像大和路」（保育社）
- 1978年 写真集「吉兆」（保育社）：湯木貞一の懐石料理写真
- 1978年 写真集「四季大和路」（集英社）
- 1978年 写真集「大和路　野の仏」（山と渓谷社）
- 1980年 写真集「四季　大和路（続）」（集英社）
- 1980年 写真集「大和路有情」（保育社）
- 1981年 「入江泰吉写真全集」（全八巻　集英社）
- 1981年 エッセイ集「大和路遍歴」（法藏館）
- 1983年 写真集「万葉の花を訪ねて」（求龍堂）
- 1984年 エッセイ集「大和しうるわし」（佼成出版社）
- 1984年 写真集「昭和写真全仕事・入江泰吉」（朝日新聞社）
- 1985年 写真集「大和路巡礼」（全六巻　集英社）
- 1988年 写真集「新撰大和の仏像」（集英社）
- 1989年 写真集「法隆寺」（小学館）
- 1991年 「薬師寺」（共著・里文出版）
- 1991年 「大和路雪月花　入江泰吉写真人生を語る」（集英社）

## 受賞・栄典
- 1940年 「春の文楽」が「新東亜紹介・世界移動写真展」で一等賞受賞
- 1941年 「文楽」が「日本写真美術展」で文部大臣賞
- 1954年 「民家の庭」で毎日出版文化賞受賞
- 1959年  奈良県文化賞・奈良市功労者表彰
- 1966年 「奈良大和路（室生寺釈迦如来像）」が全国観光ポスター展で内閣総理大臣賞
- 1966年 日本写真協会功労賞受賞
- 1975年 「萬葉大和路」が国際装幀展（東ドイツ・ライプツィヒ）で金賞受賞
- 1976年 「古色大和路」「萬葉大和路」「花大和」の三部作が菊池寛賞受賞
- 1976年 イタリア・ミラノで開かれた国際ポスター展で「奈良大和路観光ポスター」が銀賞受賞
- 1978年 勲四等瑞宝章受章
- 1985年 仏教伝道文化賞受賞
- 1991年 奈良市特別有功労者表彰

## 評伝（没後）
- 「入江泰吉の奈良」とんぼの本・新潮社、1992年
- 「入江泰吉自伝　「大和路」に魅せられて」佼成出版社、1993年
- 「うつろいの大和　入江泰吉作品と今」朝日新聞奈良支局編、かもがわ出版、1994年
- 「日本の写真家10　入江泰吉」岩波書店、1997年
- 「入江泰吉のすべて　大和路と魅惑の仏像」別冊太陽　平凡社、2005年
- 「入江泰吉と歩く 大和路仏像巡礼」田中昭三解説、ウェッジ、2007年

## 註
1. 1 2 3 4 5  入江泰吉『大和しうるわし』（佼成出版社[要ページ番号]
2. ↑  入江泰吉『大和路のこころ』（講談社文庫）[要ページ番号]
3. ↑  http://www1.kcn.ne.jp/~naracmp/photo_contest/index.html
4. ↑  牧野貞之『入江芸術を支えたカメラ』「別冊太陽 入江泰吉のすべて」（平凡社）
5. ↑  杉本健吉『題字に寄せて　ミスターウェット　イリエ』「太陽・臨時増刊　No.169 入江泰吉　大和路」（平凡社）
6. ↑  矢野建彦『円熟した入江節』「別冊太陽　入江泰吉のすべて」（平凡社）
7. ↑  金井靖雄『入江番と入江語録』「別冊太陽　入江泰吉のすべて」（平凡社）
8. ↑  紀野一義・入江泰吉「仏像を観る」（PHP研究所）
9. ↑  白洲正子『風景の中に歴史を』「別冊太陽　入江泰吉のすべて」（平凡社）
10. ↑  司馬遼太郎『街道をゆく24近江・奈良散歩』（朝日新聞社）
11. ↑  司馬遼太郎『お水取りの夜』「別冊太陽 入江泰吉のすべて」（平凡社）